# SN 1997ai
SN 1997ai – supernowa typu Ia odkryta 5 marca 1997 roku w galaktyce A104857+0031. Jej maksymalna jasność wynosiła 22,25m.